# Tauchgebiet um Utila
Das Tauchgebiet um Útila umfasst die Riffe rund um die Insel Útila und ist Teil des Belize Barrier Reef.

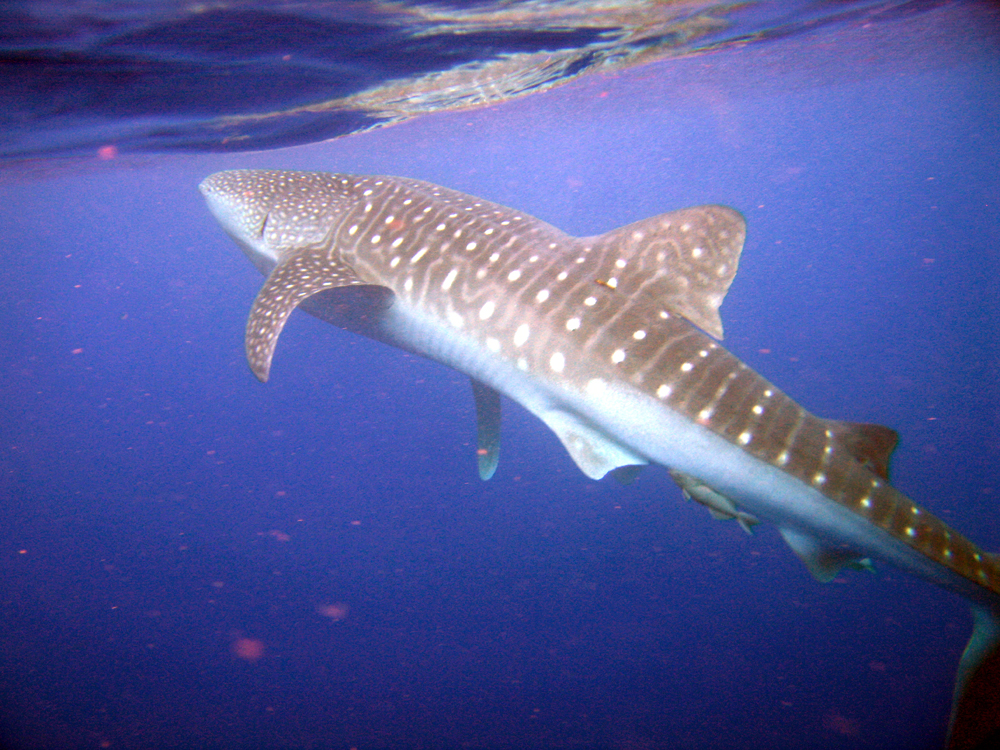
Ein Walhai in der Nähe von Útila

Taucher werden von der für das Belize Barrier Reef typischen großen Korallenvielfalt rund um Útila angezogen. Das Wasser bietet sehr gute Sichtweiten und angenehme Temperaturen. Besonderheiten sind spektakuläre farbige Steilwände (vorwiegend vor dem Nordwesten der Insel), kleine Canyons und Höhlen. Im Norden und Nordwesten sind Strömungstauchgänge möglich.
Es werden regelmäßig große Barschverwandte (wie Stachelmakrelen), Muränen, Schildkröten und Rochen beobachtet. Aufgrund der starken, an Plankton reichen Strömungen werden das ganze Jahr über, aber mit größerer Häufigkeit zwischen März und April und von Juni bis September vor der Nordküste Utilas Walhaie gesichtet. Der Süden bietet flachere, einfache Tauchgänge.
In Utila Town sind derzeit zwölf Tauchschulen bzw. Tauchbasen angesiedelt. Die Tauchgebiete werden jedoch auch von Tauchsafaris angefahren.